# Belliena scotti
Belliena scotti là một loài nhện trong họ Salticidae.
Loài này thuộc chi Belliena. Belliena scotti được Henry Roughton Hogg miêu tả năm 1918.